# Петър Главчев
Петър Главчев е български футболист, полузащитник. Син на известния български рапър Ванко 1.

## Кариера
Юноша на Локомотив (Пловдив), прави първия си дебют за Локомотив (Пловдив) на 31 май 2017 г. като влиза резерва в мача срещу Лудогорец (Разград). През 2019 г. играе под наем в Рилски спортист.